# تشخماق بلاغ عليا
تشخماق‌ بلاغ عليا هي قرية في مقاطعة هريس، إيران. عدد سكان هذه القرية هو 38 في سنة 2006.